# Micranthes purpurascens
Micranthes purpurascens är en stenbräckeväxtart som först beskrevs av Komarov, och fick sitt nu gällande namn av Komarov. Micranthes purpurascens ingår i släktet rosettbräckor, och familjen stenbräckeväxter. Inga underarter finns listade i Catalogue of Life.